# Maja Jul Larsen
Maja Jul Larsen (født 26. september 1982 i København) er en dansk manuskriptforfatter. Hun har tidligere skrevet manuskript til de danske tv-serier Borgen (2010) og Arvingerne (2014) og senest Ulven kommer (2020). Derudover har hun skrevet manuskriptet til dokumentarfilmen Ambassadøren (2011) og senest har hun medvirket som manuskriptforfatter på den danske tv-serie Bedrag (2016).